# 朱莉·鲍温
朱莉·鲍温（英語：Julie Bowen，1970年3月3日—），美國女演員，知名作品包括ABC電視台影集《摩登家庭》（Modern Family）中飾演克莱尔（Claire Dunphy）、《波士顿法律》中的丹妮斯·鮑爾（Denise Bauer）、《迷失》中的Sarah Shephard。

## 外部連結
- 朱莉·鲍温在互联网电影资料库（IMDb）上的資料（英文）
- 在AllMovie上朱莉·鲍温的頁面（英文）